# Antonina Filleborn
Antonina Filleborn z Laskowskich (ur. ok. 1857, zm. 22 grudnia 1893 w Warszawie) – polska aktorka teatralna i śpiewaczka operetkowa (sopran).

## Życiorys
Już w dzieciństwie występowała w zespołach teatrów prowincjonalnych: u Anastazego Trapszy i Aleksandra Carmantranda jako tancerka i aktorka. Od sezonu 1873/1874 była związana z zespołem teatralnym swojego ojczyma, Juliana Grabińskiego. W 1884 r. zadebiutowała z sukcesem w zespole farsy i operetki Warszawskich Teatrów Rządowych w roli Oliwetty (Wesele Oliwetty) i odtąd do śmierci związana była z tą sceną, wyjeżdżając tylko z rzadka na gościnne występy z zespołem Juliana Grabińskiego. Była cenioną śpiewaczką operetkową. Wystąpiła m.in. w rolach: Orestesa (Piękna Helena), Zenobii (Ptasznik z Tyrolu), Klary (Córka pani Angot) i Gabrieli (Życie paryskie).

## Rodzina
Była córką aktorki teatralnej Ludwiki z Laskowskich Grabińskiej. W 1876 r. poślubiła śpiewaka Kazimierza Filleborna. Po jego śmierci (1888) wyszła za mąż za jego brata, Marcelego Filleborna.